# فوزي النمر
فوزي أحمد النمر (31 ديسمبر 1935 - 16 أبريل 2013) هو قائد مجموعة عكا 778 وهي أول مجموعة فلسطينية مسلحة في أراضي 48.
تولى فوزي النمر تنظيم وقيادة «مجموعة عكا 778» التي تألفت من: صهره يوسف أبو الخير، شقيقيه مصطفى أحمد نمر ومنصور أحمد نمر ومحمد ذيب حسين غريفات، وعبد السلام حزبوز، ورامز خليفة، وفتح الله السقا، ومحمود أبو الصغيّر، وأحمد بشر، وراجح بشر، وعمر منصور، وقاسم أبو خضرة، وعمر السيلاوي. ووثّق توفيق فياض الذي تعرف على أعضاء المجموعة في السجن. كانت المجموعة مسؤولة عن تفجير قطار يحمل جنودًا إسرائيليين، وخزانات بترول في يافا، وميناء كيشون.
ألقت المخابرات الإسرائيلية القبض على النمر في 1969 وحكمت عليه المحكمة العسكرية الإسرائيلية بالسجن 21 مؤبدًا و15 عامًا، وهو ما يساوي 710 عامًا، قضى منها 15، وأخلى سراحه في 1983 في إطار صفقة لتبادل الأسرى. تولى رئاسة لجنة التواصل مع فلسطينيي الداخل بتكليف من الرئيس الفلسطيني ياسر عرفات.
توفي في غزة في 16 أبريل 2013 بعد صراع مرض الرعاش. وكان في آخر أيامه يعاني من تقرحات في الجسد، وفقد القدرة على الحركة.

## انظر ايضًا
- عبد الرحيم قرمان
- تريز هلسة
- توفيق فياض